# Jean Paige
Jean Paige (Paris, Illinois, 3 de julio de 1895-Los Ángeles, 15 de diciembre de 1990) fue una actriz cinematográfica estadounidense, activa en la época del cine mudo, que actuó en 21 filmes entre 1917 y 1924, exclusivamente para la compañía Vitagraph Studios.

## Biografía

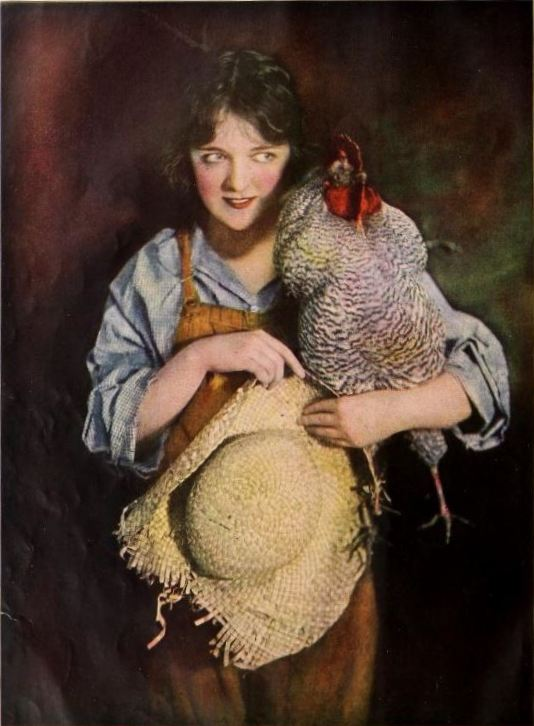
Jean Paige en la revista Shadowland, 10 de septiembre de 1919

Su nombre completo era Lucile Beatrice O'Hair, y nació en Paris, Illinois, criándose en la granja de sus padres, donde desarrolló su amor por los caballos. Tuvo una rígida educación religiosa y estudió actuación en la Kings School of Oratory, Elocution and Dramatic Culture, en Pittsburgh. Tras ello, el director Martin Justice, amigo de su familia, le ofreció hacer una prueba con Vitagraph, y Paige fue a Nueva York, acompañada de su tía Emmy, en 1917. Fue inmediatamente aceptada, y actuó en el film de Vitagraph The Discounters of Money.
Paige nunca actuó en el teatro, y no había trabajado en el cine previamente antes de hacerlo con Vitagraph, empresa para la que actuó exclusivamente, iniciando su carrera en 1917 con los filmes The Discounters of Money (1917) y Blind Man's Holiday (1917), basado en una historia de O. Henry Entre sus filmes destacan The Darkest Hour (1919), The Birth of a Soul (1920), Black Beauty (1921) y El capitán Blood (1924).
Destacó en un film de Vitagraph titulado Too Many Crooks (1919), basado en un libro de J. Chauncey Brainerd, y en el que interpretaba a Charlotte Brown. Gracias a la película pasó a ser una de las principales actrices de Vitagraph, protagonizando varias producciones de los estudios. En 1920 rodó el serial Hidden Dangers, y en 1924 actuó en su última película, El capitán Blood, también de Vitagraph. Tras este título se retiró definitivamente del cine.
En diciembre de 1920 se casó con el productor y presidente de Vitagraph Studios, Albert E. Smith.
Jean Paige falleció en 1990 en Los Ángeles, California, a los 95 años de edad. Fue enterrada en el Cementerio Forest Lawn Memorial Park, en Glendale (California).

## Selección de su filmografía

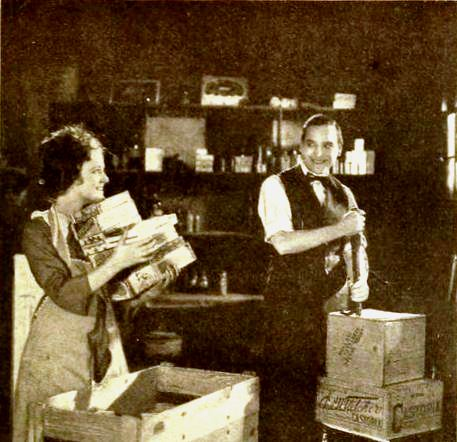
Escena de The Fortune Hunter (1920), con Jean Paige y Earle Williams

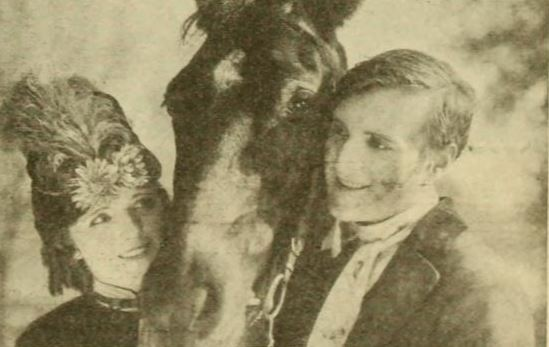
Escena de Black Beauty (1921), con Jean Paige y James W. Morrison

- The Discounters of Money (1917)
- Blind Man's Holiday (1917)
- The Desired Woman (1918)
- Find the Woman (1918)
- The King of Diamonds (1918)
- Too Many Crooks (1919)
- The Darkest Hour (1919)
- Daring Hearts (1919)
- The Birth of a Soul (1920)
- Hidden Dangers (1920)
- The Fortune Hunter (1920)
- Black Beauty (1921)
- The Prodigal Judge (1922)
- El capitán Blood (1924)